# Filmbühne Wien

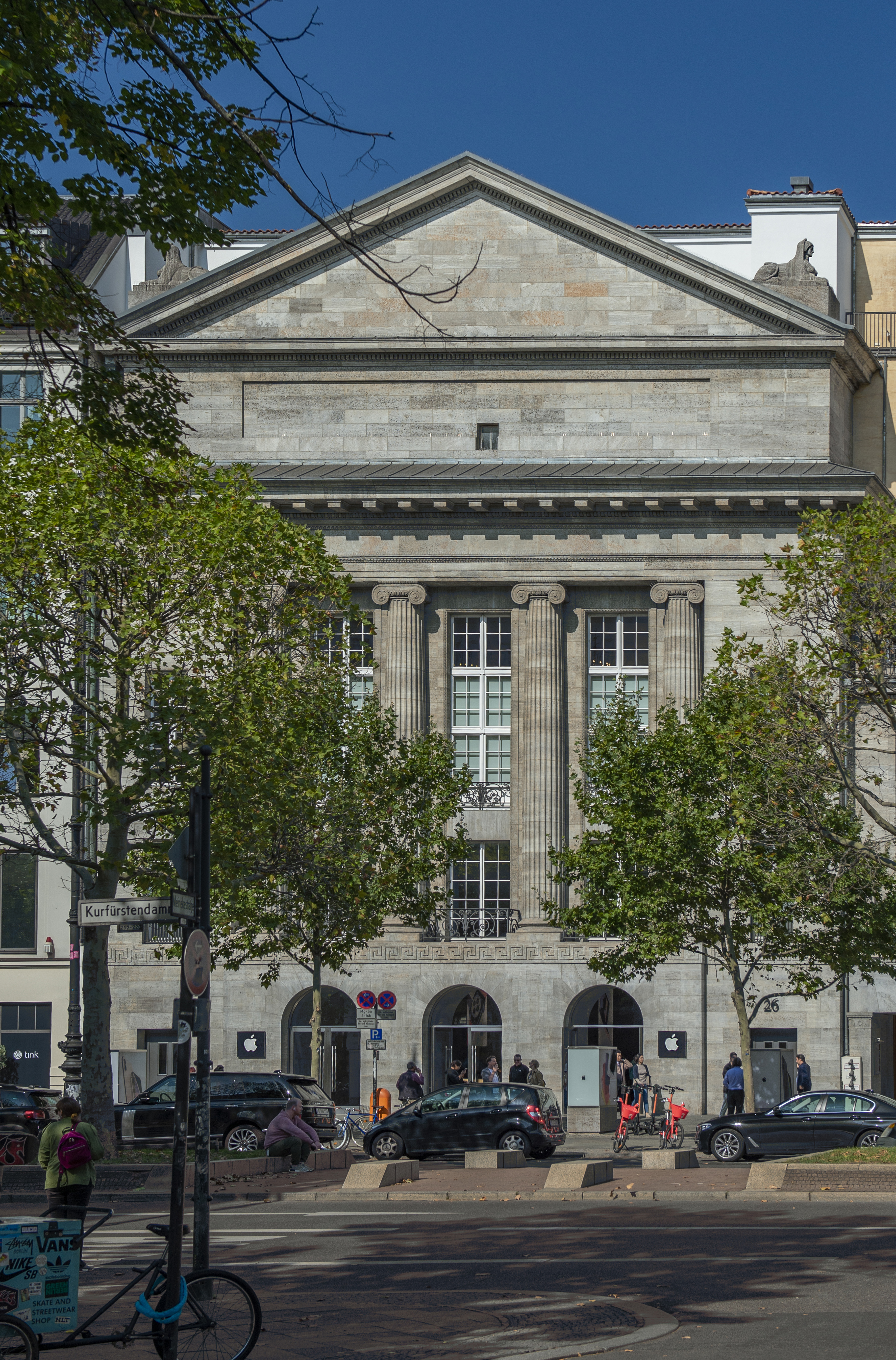
Haus Wien 2019

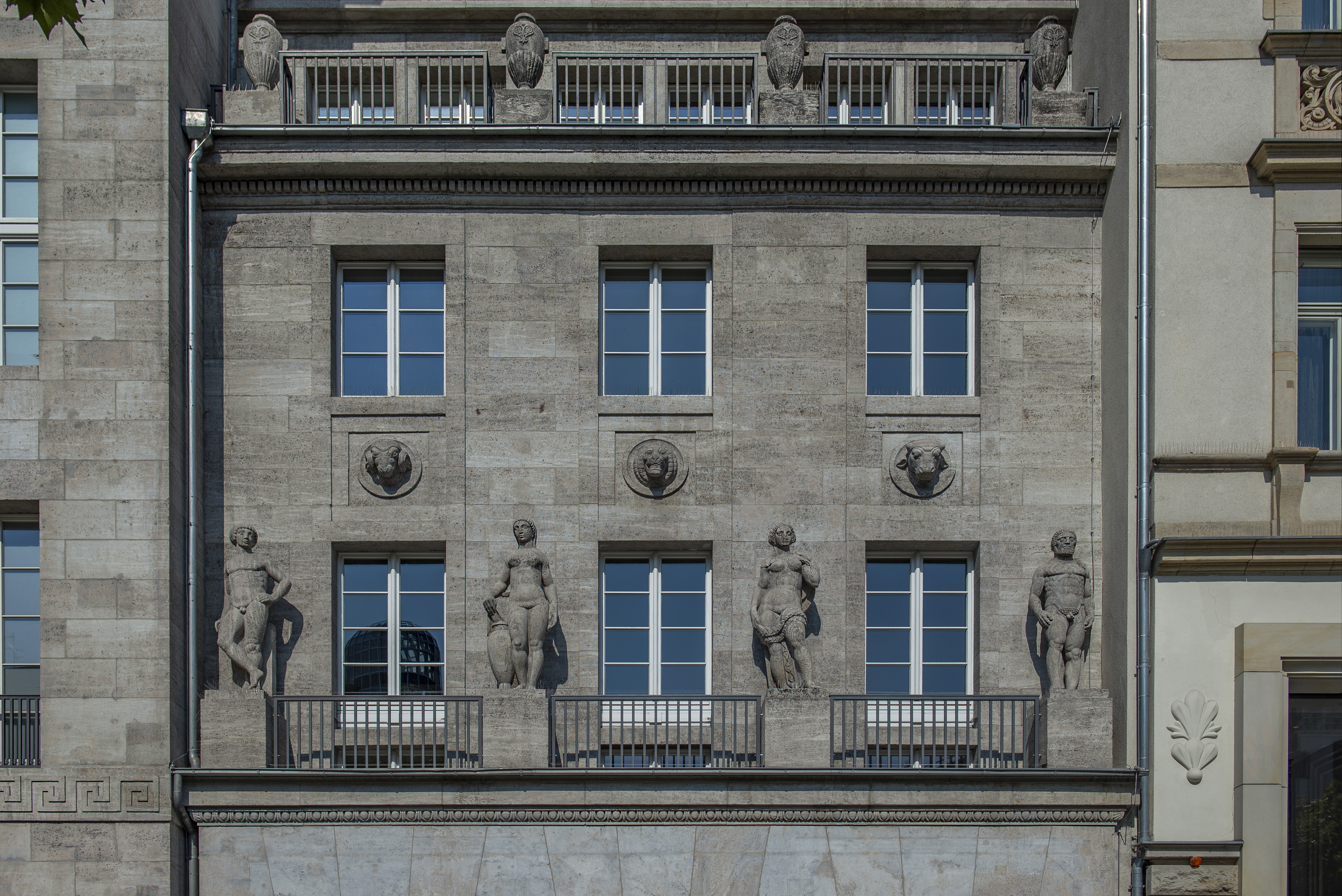
Fassadendetail

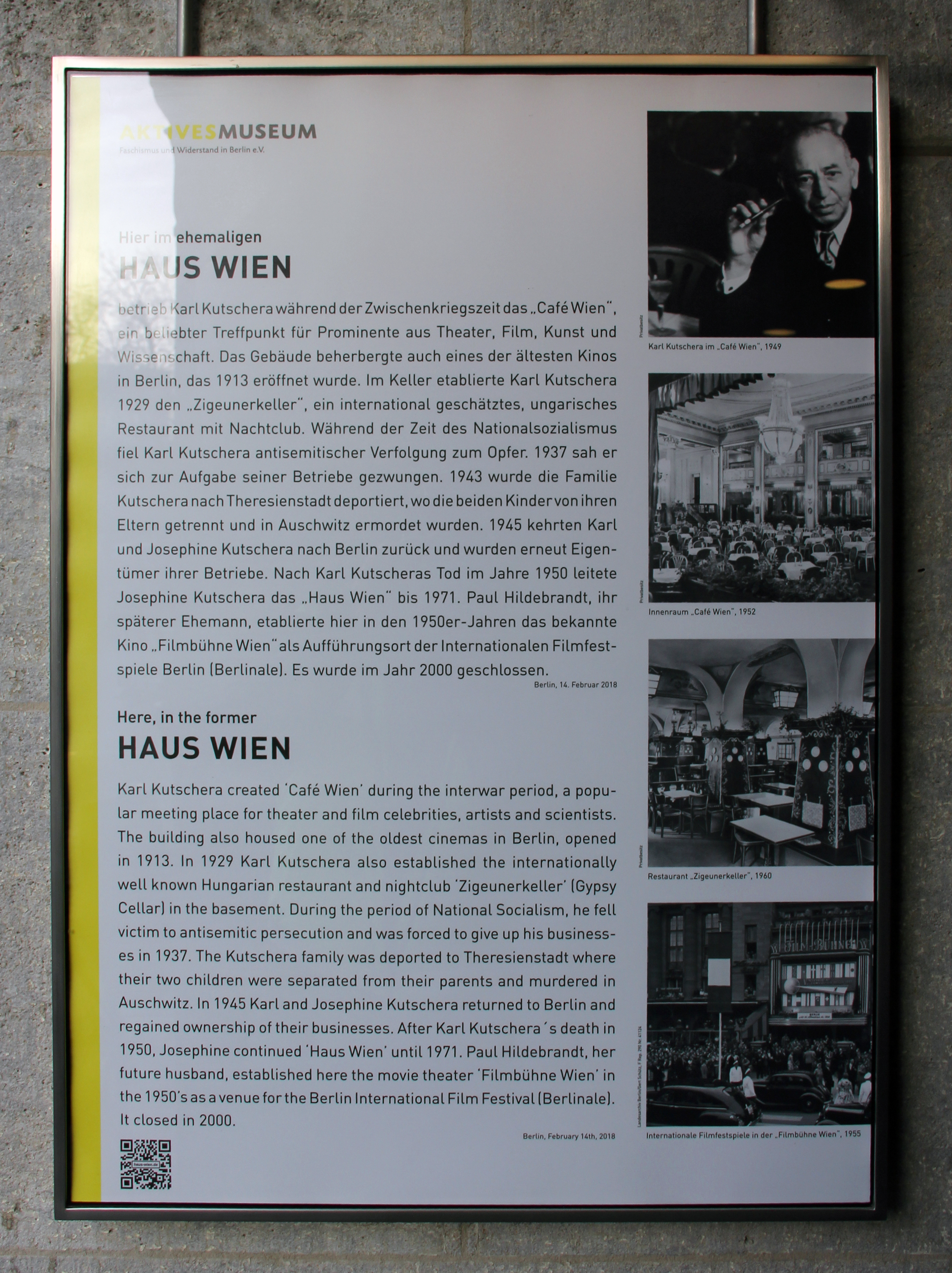
Gedenktafel am Haus, Kurfürstendamm 26, in Berlin-Charlottenburg

Die Filmbühne Wien (1913–1924 Union Theater Kurfürstendamm / Union Palast Kurfürstendamm, 1924–1945 Ufa-Theater Kurfürstendamm) war ein Filmtheater im Haus Wien am Kurfürstendamm 26 in Berlin.

## Geschichte
Das Haus wurde zwischen 1912 und 1913 als Union-Palast im Stil des Wilhelminischen Klassizismus erbaut und zählte zu den ersten reinen Lichtspieltheatern Berlins. Die Architekten Nentwich & Simon entwarfen eine tempelartige Fassade mit ionischen Säulen und Giebel. Eröffnet wurde das Filmtheater mit Max Reinhardts Stummfilm Insel der Seligen.
Außer dem Kinosaal mit 850 Plätzen beherbergte das Gebäude das neue Café des Westens, das als Konzert-Café betrieben wurde. Seit 1924 gehörte das Kino zur UFA und war Aufführungsort zahlreicher Filmpremieren. Aus dieser Zeit gibt es eine Szene in dem Film Die Stadt der Millionen von Adolf Trotz (1925), in der der Eingangsbereich zu sehen ist. Im Jahr 1945 erfolgte die Umbenennung in Filmbühne Wien. Ein erster Umbau folgte 1953, bei dem der repräsentative Eingang Ladengeschäften weichen musste. Nach Heinz Riechs Übernahme der Ufa-Kinos im Jahr 1972 wurden Ende der 1970er Jahre durch Abtrennung ehemaliger Logen und Ausnutzung des ehemals großzügigen Foyers dem großen Saal sieben Schachtelkinos hinzugefügt. Das Kino besaß 1953 Berlins erste Cinemascope-Leinwand und gehörte zeitweise zu den Spielorten der Berlinale.
Wichtigen Anteil an der Entwicklung des Hauses Wien hatte der Gastronom Karl Kutschera, der das damalige Union-Palais 1918 erwarb und bis zur erzwungenen Aufgabe seiner Betriebe 1937, sowie von 1946 bis zu seinem Tod 1950 betrieb. Nach Karl Kutscheras Tod leitete seine Witwe Josephine Kutschera das Haus Wien bis 1973. Paul Hildebrandt, ihr späterer Ehemann, etablierte in den 1950er Jahren das Kino Filmbühne Wien als Aufführungsort der Internationalen Filmfestspiele Berlin.
Im Jahr 2000 wurde das Kino wegen Besuchermangels geschlossen. Das als Baudenkmal geschützte Haus sollte danach zu einem Geschäftshaus umgebaut werden. Seit 2004 ruhten jedoch die Umbauarbeiten. Seitdem wurde das Gebäude für kurze Zeit als Ausweichquartier eines Kaufhauses sowie 2007 und 2008 für eine Dalí-Ausstellung des Kunstsammlers Carsten Kollmeier genutzt. Wegen der nicht behobenen Baumängel stand das Gebäude in der Folgezeit weiterhin leer. Seit 2011 wurde das Haus zu einem Standort eines Apple Stores umgebaut, der am 3. Mai 2013 offiziell eröffnet wurde.

## Verlag W. Vobach & Co. / Schönlein / Union Deutsche Verlagsgesellschaft (1866–1944)
Das Gebäude wurde vom jüdischen Verlag W. Vobach & Co. / Schönlein / Union Deutsche Verlagsgesellschaft (1866–1944) benutzt.

## Uraufführungen
- Das Wachsfigurenkabinett (mit Emil Jannings, Werner Krauss, Conrad Veidt, Wilhelm Dieterle, Regie: Paul Leni) am 13. November 1924[12]
- Die Prinzessin und der Schweinehirt (mit Dieter Ranspach, Liane Croon, Victor Janson, Harry Wüstenhagen, Regie: Herbert B. Fredersdorf) am 4. Oktober 1953[13]
- Die Gans von Sedan (Regie: Helmut Käutner) am 22. Dezember 1959[14]